# 九州三菱自動車販売
九州三菱自動車販売株式会社（きゅうしゅうみつびしじどうしゃはんばい）は、福岡県福岡市中央区に本社を置く自動車ディーラー。
三菱自動車のディーラーのひとつであり、福岡県と佐賀県を営業地域とする。

## 概要
地場独立資本のディーラーである。佐賀県・熊本県・大分県・長崎県にもグループ会社を擁し、広域合併前の三菱ディーラーの中では大規模会社のひとつだった。
三菱やスズキ車の正規ディーラーのほかにも、カーセブン店舗やレンタカーの運営も行っている。

### グループ会社
- 熊本三菱自動車販売
- 長崎三菱自動車販売
- 大分三菱自動車販売
- 福岡中央スズキ自動車販売
- 熊本中央スズキ自動車販売
- 西九州スズキ自動車販売
- 東九州スズキ自動車販売
- スズキ佐賀中央自動車販売株式会社
- KMGホールディングス

## 沿革
公式HPより一部抜粋
- 1951年：源流会社「九州中重自動車株式会社」設立。
- 1966年：社名を「九州三菱自動車販売株式会社」に変更。
- 1968年：熊本県にて「熊本三菱コルト自動車販売株式会社」設立。
- 1976年：長崎県にて「西九州三菱自動車販売株式会社」設立。
- 1976年：大分県にて「東九州三菱自動車販売株式会社」設立。
- 1978年：カープラザ店発足に伴い、運営会社「福岡中央三菱自動車販売株式会社」「佐賀中央三菱自動車販売株式会社」「熊本中央三菱自動車販売株式会社」「長崎中央三菱自動車販売株式会社」「大分中央三菱自動車販売株式会社」設立。1979年、「北九州中央三菱自動車販売株式会社」「久留米中央三菱自動車販売株式会社」も設立。
- 1997年：熊本三菱コルト自動車販売の社名を「熊本三菱自動車販売株式会社」に変更。
- 2003年4月：カープラザ店消滅に伴い、各地域の「○○中央三菱自動車販売株式会社」を、ギャラン店運営の「九州三菱」「熊本三菱」「西九州三菱」「東九州三菱」に統合する。
- 2003年8月：子会社「株式会社九州LCSモータース」を設立しスズキのディーラー権を取得。久留米市にてスズキアリーナ店「アリーナ田隈」を開店。
- 2004年9月1日：三菱リコール隠し騒動などの影響で売り上げ不振が続いたことから、三菱車以外の販売や事業を行いやすくするために、グループ会社を含めた持株会社制度に移行。新規資本でグループ統括会社「KMGホールディングス株式会社」を設立。グループ各社の本社機能を当該会社に集約する。
- 2005年：子会社「日産南福岡販売株式会社」を設立し日産自動車のディーラー権を取得。大野城市にて同名の日産・レッド&ブルーステージ店舗を開店。
- 2005年：スズキ店運営のため各営業地域に「東九州スズキ自動車販売株式会社」「スズキ佐賀中央自動車販売株式会社」「スズキ関門自動車販売株式会社」「熊本中央スズキ自動車販売株式会社」「西九州スズキ自動車販売株式会社」を設立。
- 2009年：日産車の販売を終了。日産南福岡販売を「福岡中央スズキ自動車販売株式会社」に変更しスズキ店に変更する。九州LCSモータースの社名を「久留米中央スズキ自動車販売株式会社」に変更する。
- 2010年：メーカー資本ディーラー「西日本三菱自動車販売」より長崎県エリアの営業を譲受。西九州三菱と統合する。
- 2010年：スズキ関門自動車販売の社名を「北九州中央スズキ自動車販売株式会社」に変更する。
- 2011年：西九州三菱の社名を「長崎三菱自動車販売株式会社」に変更する。
- 2012年：北九州中央スズキと久留米中央スズキ自動車を福岡中央スズキに統合する。
- 2021年：KMG本社ビル「Yakuin3」竣工。